# 奧斯塔什科夫
57°09′N 33°06′E / 57.150°N 33.100°E
奧斯塔什科夫（俄语：Оста́шков）是俄羅斯特維爾州西部的一個城市，臨謝利格爾湖，位於首府特維爾以西199公里。2002年時人口為20,660人。
1770年建市。